# Стечка

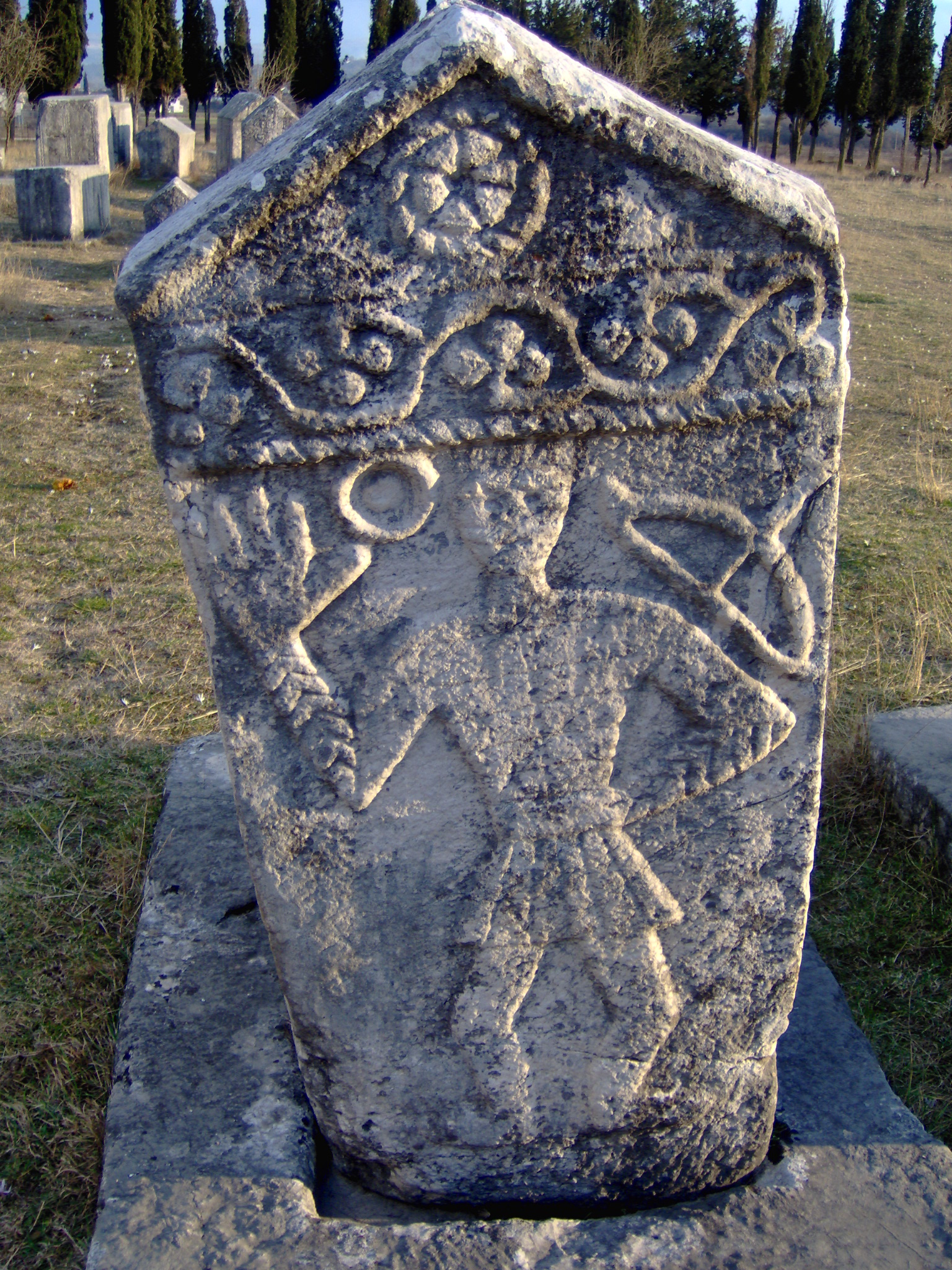
Стечка в некрополі Радимля

Стечка (босн., серб. і хорв. Stećak, серб. кир.: Стећак, множ. босн., серб. і хорв. Stećci, серб. кир.: Стећци) — назва для монументальних середньовічних надгробків, які розкидані по Боснії та Герцеговині, і прикордонних частинах Хорватії, Чорногорії і Сербії. За оцінками, в межах сучасної Боснії та Герцеговини знаходяться близько 60 тисяч, а решта 10 тисяч знаходяться в Хорватії (4400), Чорногорії (3500) і Сербії (2100), на більш ніж 3300 ділянках з більш ніж 90 % у поганому стані.
З'явившись у середині XII століття, з першої фази у XIII столітті, надгробки досягли свого піку в XIV-му та XV-му столітті, перш ніж зникли під час османським завоюванням Боснії та Герцеговини на самому початку XVI-го століття. Вони були спільною традицією для послідовників боснійської, католицької і православної церков, і часто пов'язані з автохтонними волохами, однак оригінальна етнічна та релігійна приналежність все ще не визначена. Епітафії на них в основному написані на босанчиці, що вийшла з ужитку. Одна з найбільш збережених колекцій цих надгробків називається Радимля, на захід від Столаця в Боснії та Герцеговині.
Стечки увійшли до Світової спадщини ЮНЕСКО у 2016 році. Вона становить 4 000 стечок у 28 некрополях — із них 22 з Боснії та Герцеговини, дві з Хорватії, три з Чорногорії та три з Сербії.

## Етимологія
Саме слово є контракційною (редукованою) формою більш старшого слова *stojećak, яке походить від південнослов'янського дієслова stajati (укр. стояти) Воно буквально означає «висока, стояча річ». В Герцеговині вони також називаються mašeti / mašete  (італ. massetto означає «великий камінь», або тур. meşhet/mešhed, що означає «надгробок для загиблого героя» ), у Центральній і Західній Боснії як mramori / mramorje / mramorovi («мармур»), в Сербії та Чорногорії, як «usađenik» («садіння»). На написах стечок їх називають bilig («позначка»), kamen bilig (кам'яна марка), kâm / kami / kamen («камінь»), hram («храм»), zlamen («знак»), kuća («будинок»), raka («яма»), greb / grob («могила»). В 1495 році вони були названі kamy («камені»).
Хоча під назвою stećak маються на увазі високі монолітні стоячі камені (тобто форми sanduk і sljemenjak), в 20 столітті слово stećak було прийнято в науці як загальний термін, у тому числі для надгробних плит (тобто ploče).  Вихідне посилання на слово stećak само по собі є невизначеним і, здається, сучасним винаходом, оскільки його можна простежити лише з записки Івана Кукулевича-Сакцинського 1851 року, словника Вука Караджича 1852 року (у першому виданні 1812 року цей термін не існував), хоча він і сам себе суперечив, оскільки простолюди із Загвозда називали їх starovirsko («старої віри»), словник Богослава Шулека 1860 року, і так далі,, тоді як академічні словники згадують його тільки з 1956/58. Вважається, що цей термін звичайно використовувався в Східній Герцеговині і в районі Старого Влаху в Сербії. До самого початку 20-го століття існували розбіжності у термінології, і деякі вчені пропонували загальні терміни, такі як nadgrobni biljezi («надгробна позначка») і mramorje («мармур»). 
Термін stećak є незвичайним в регіональних діалектах і без етіологічної цінності, і семантично неправильним і суперечливим, оскільки походить від дієслова «стояти», тоді як надгробки, до яких воно відноситься переважно лежать, а інший підтип стовпів і хрестів — переважно вертикальний. Цей вертикальний або стоячий підтип не становить навіть 5 % від загальної кількості стечок; в оригінальних написах на стечках їх найчастіше називають kami (що означає «камінь» незалежно від форми), тому деякі вчені запропонували термін kamik (множ. kamici) для всіх форм надгробків, тоді як stećak означав би тільки вертикальний підтип. Термін kamik ближче до вихідного значення, а іноді його використовують замість stećak у професійній літературі.
Ділянка з стечками або народні назви кладовища демонструють повагу та захоплення їх розмірами, віком або уявленнями: Divsko groblje («гигантське кладовище»), Mašete («великі камені»), Mramori / Mramorje («мармурові блоки»), Grčko groblje («грецьке кладовище»), Tursko groblje («турецьке кладовище»), Kaursko groblje («гяурське кладовище»).

## Характеристики

### Визначення
Вони характерні для території нинішньої Герцеговини, центральної Боснії, Подринья (басейн річки Дрина) і Далмації (особливо на південь від річки Цетина) і деяких частин Чорногорії, Косово і Західної Сербії, Посавини і північно-західної Боснії.
Стечки описуються як горизонтальні та вертикальні надгробки, зроблені з каменю, з плоскою або двосхилою поверхнею, з або без постаменту. Спільна класифікація була встановлена Дмитром Сергієвським у 1952 році, який розділив їх на лежачі та стоячі стечки. Наразі систематизація не завершена. За словами Шефіка Бешлагича, існує сім основних форм: плита, скриня, скриня з постаментом, гребінь/фронтон, гребінь/фронтон з п'єдесталом, стовп і хрест;, в той час як за Ловреновичем в Радимля є дев'ять типів: плита, плита з п'єдесталом, скриня, скриня з постаментом, висока скриня, висока скриня з постаментом, саркофаг (тобто гребінь/фронтон), саркофаг із постаментом
Наприклад, у Боснії і Герцеговині, за даними ЮНЕСКО, «було виявлено близько 40 тисяч скринь, 13 тисяч плит, 5500 гостроверхих надгробків, 2500 стовпів/обелісків, 300 хрестоподібних надгробків та близько 300 надгробків невизначеної форми. Із них більш ніж 5000 мали різьблені прикраси».
Хронологія, встановлена Маріаном Венцелем передбачає, що вони розвинулися з надгробних плит, найдавніша датується 1220 роком (перша, можливо, була зведена в середині XII століття), монументальні виникли десь близько 1360 року, з візуальними зображеннями навколо 1435—1477 років, виробництво закінчилось близько 1505 року.  Однак деякі вважають, що воно тривало до кінця XVI століття, з рідкими прикладами, які тривали до XVIII сторіччя. Стечки у вигляді скринь (sanduk) і гребене-/сідлоподібні (sljemenjak), здається, не з'явилися до середини або кінця XIV століття (1353—1477), а дві основні форми, що залишилися — вертикальний стовп (stup) і хрест (krstača / križina) не раніше середини XV століття. У випадку останнього, на вертикальні або стоячі форми міг впливати nišan — вертикальний монолітний камінь на вершині мусульманських (турецьких) могил, що вже з'явився наприкінці XIV століття в завойованих частинах Македонії та Сербії.  Ця форма переважно зустрічається в Сербії та східній Боснії.
Початковий етап їх розвитку, який включав прості лежачі плити або стільниці, не є специфічним для даного регіону, але має широке західно-середземноморське походження, і як термін stećak (що означає форму скрині або гребеня) вводить в оману для всіх форм надгробків. Плити були характерні для свого роду поховання у західно-середземноморському світі XIV—XV століттях, який мав особливий спосіб виробництва і орнаментації на Балканах, налаштований відповідно до майстерності каменяра та мікрооточення. Пам'ятники з датами вказують, що спочатку вони були зроблені для феодальної знатті, а пізніше цю традицію прийняли і корінні волохи, які майже виключно будували їх з середини XV століття.

### Декорування
— Деякі приклади написів.
Частина стечек (384) має написи, в основному на босанчиці, деякі на глаголиці і латиниці. У мові є деякі архаїчні фрази, що характерні для ікавиці, хоча у кінці рефлексією ять, що характерна для ієкавиці. Написи можна умовно розділити на: релігійні фрази, описи героїчної смерті, інформацію про померлого, інформацію про родичів померлого та обставини смерті, відомості лише з особистим ім'ям (іноді з ім'ям коваля-учня), моральні (або релігійні) уроки. Деякі пронизливо нагадують про мудрість і смертність, передають страх смерті, більше тривоги, ніж спокою
Найбільш помітною особливістю є їхні декоративні мотиви, грубо поділені на шість груп, що доповнюють один одного: соціальні символи, релігійні символи, зображення посмертного коло, фігуральні образи, явні орнаменти та мотиви, що важко класифікувати (переважно символічні, геометричні або пошкоджені). Деякі з них залишаються таємничими донині; спіралі, аркади, розети, виноградні листи та плоди, лілія, зірки (часто шестикутні) і півмісяць. Фігуральні образи включають процесії оленів, коней, танцю коло, полювання, лицарські турніри, і, найвідоміше, образ чоловіка з піднятою правою рукою, можливо, в жесті вірності.
Ряд візуальних зображень на надгробках не може бути спрощено інтерпретовано як реальні сцени з життя, а символічне пояснення все ще розглядається наукою. Щит на надгробках, як правило, з поперечиною, півмісяцем і зіркою, не може бути гербом, а стилізовані лілії не використовується в геральдичному сенсі. На одній стечці показаний прив'язаний лев і над ним крилатий дракон. Вже в 1979 році історик Хаджіяхич зауважив, що вершники не їдуть з поводом, але (якщо не полюють), їхні руки вільні і вказують на небо, що означає можливе культове значення. У 1985 році Мая Мілетич відзначила символічний і релігійний характер сцен на стечках. Усі «сцени життя» вважаються частиною церемоніалу. Кілька вчених прийшли до висновку, що мотиви, а також традиції посмертного культу корінних народів, показують спадкоємність старого балканського дохристиянського символізму доісторичного часу та автохтонних романізованих племен іллірійців (тобто волохів) Алойз Бенац зазначив, що відображення самотнього коня зі змією, а також самотнього оленя з птахом, символізують душу померлого, що йде в інший світ, такі зображення схожі на артефактах япидів. Іллірійський бог Медавр описується як такий, що їздив на конях і зі списом.

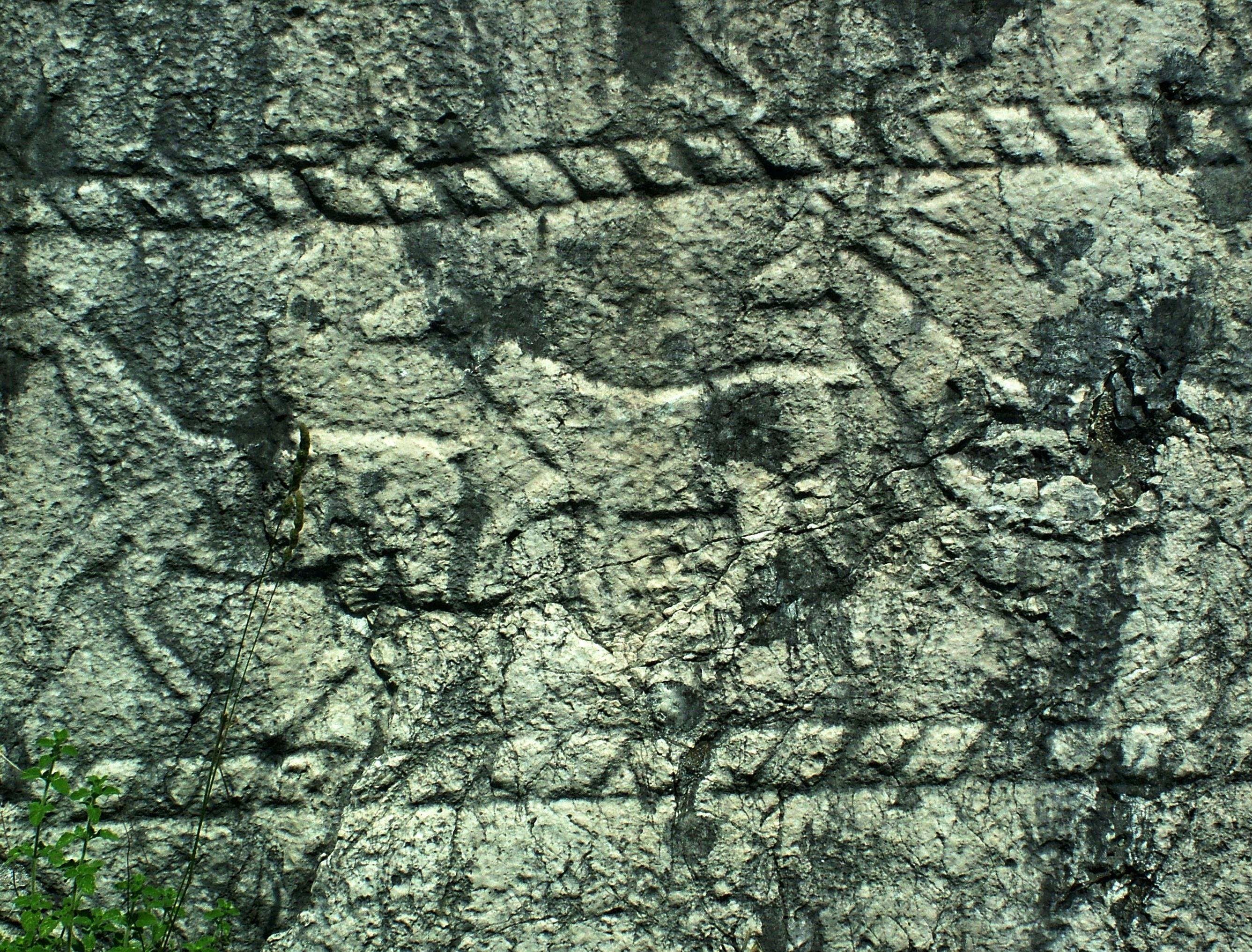
Сакральний мотив оленя вважається палеобалканським і дохристиянського походження.

З усіх тварин найбільш представлені олені, і в основному вони зустрічаються на стечках в Герцеговині. Згідно з Драгославом Срейовичем, поширення християнства не спричинило зникнення старого культу і віри в священних оленів. Венцель вважав, що він веде померлого до підземного світу. Шефік Бешладжич синтезував репрезентацію оленів: колись у супроводі птаха (часто на спині або рогах), хреста або лілії, часто показують серію оленів або ланей, а також з луком і стрілою, собакою і мисливцем(цями) зі списом або мечем (часто на коні). Це відображається в сценах мисливства, а також у деяких коло процесіях, які очолює чоловік, який їде на олені. Зустрічаються сцени, де олені спокійно наближаються до мисливця, або олені з величезними розмірами і рідкими рогами. Більшість зображень «полювання на оленів» повернуті на захід, який мав символічне значення для смерті і потойбічного світу. У численних мисливських сценах тільки один олень поранений (стечка має деякі аномалії), що свідчить про нереальне значення. В мистецтві Стародавнього Риму, Парфії, державі Сасанідів тварини, на яких полювали, смертельно поранені, а олені є лише одними з багатьох тварин, тоді як на стечках — він є єдиною твариною, на яку полюють.

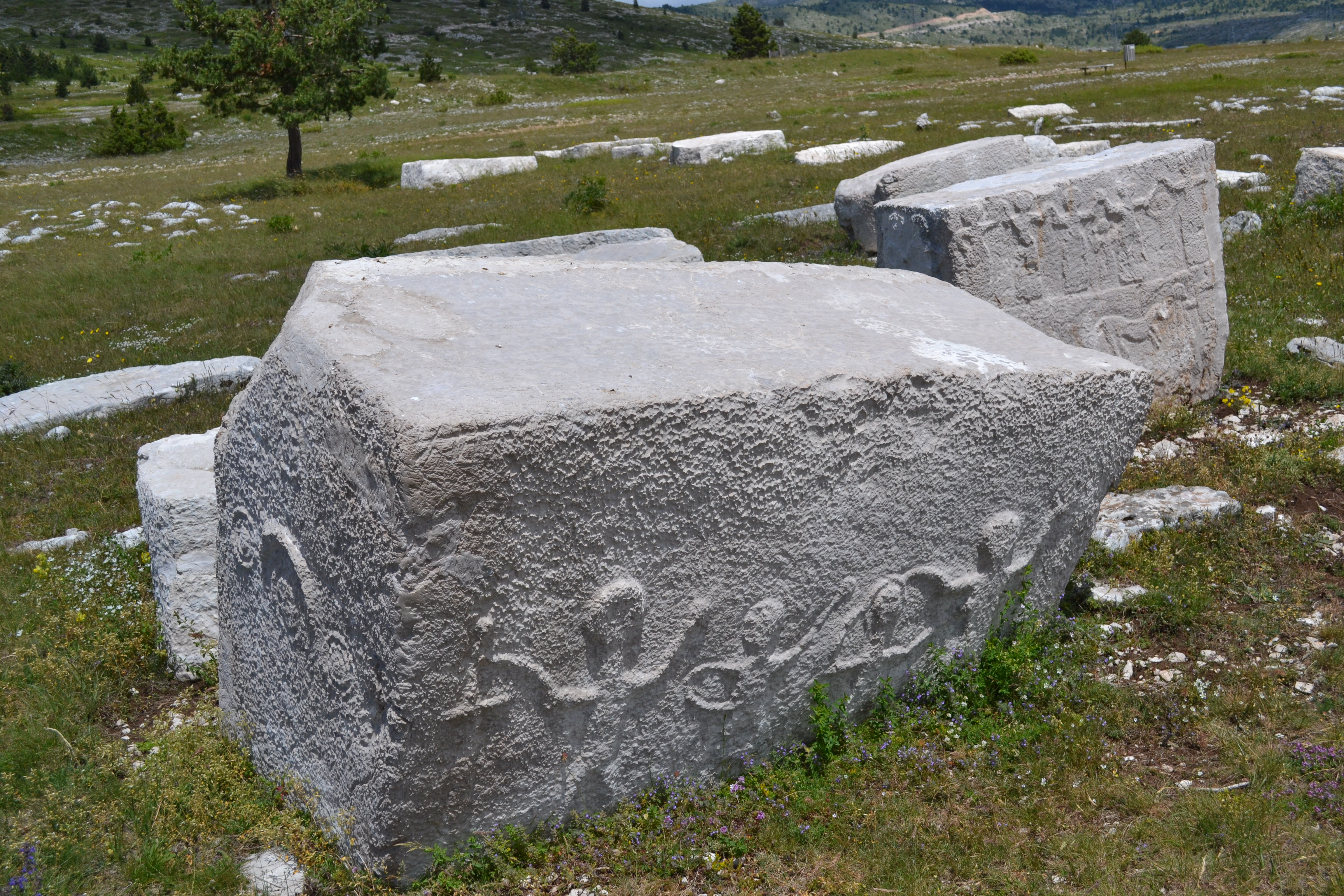
Дві стечки з мотивами коло.

Мотиви процесій kolo (всього 132) вздовж оленя, і специфічний напрямок танцю, хоча який і не завжди легко розпізнати, показують, що це посмертний танець. З урн япидів аж до сучасних жінок у Боснії і Герцеговині та Чорногорії, танці співчуття відтворюються у західному напрямку до заходу сонця. У Східній Боснії і Герцеговині так зване Ljeljenovo kolo, з ljeljen (місцева назва для jelen (оленя)), що має на увазі jelenovo kolo, яке танцюють, роблячи ворота піднятими руками і лідер кола намагається витягнути всіх танцівників кола через них, поки коло не заплутається, після чого, граючи в протилежному напрямку, поки коло не розплутається. Його походження в посмертному ритуалі, що направляє душу в інший світ і сенсі оновлення життя.
Величезний регіональний, але рідкий (зазвичай тільки одна) розподіл на кладовищі, в основному в центрі або в певному помітному положенні хрестоподібних стечок (križine), і їх орнамент півмісяця і зірок, може означати позначку кладовища до конкретної (язичницької) релігійної приналежності. Символізм Місяця і зірок (Сонця), який часто зустрічається на них, можна простежити до поєднання язичницьких і християнських вірувань, гексаграма представляє планету Венеру (у слов'янській міфології під назвою Даника) і з Місяцем може означати «астральний шлюб», або навіть мітраїзм, який має старі вірування маздакизму, що мертве тіло подорожує на Місяць, а душа на Сонце,, тоді як деякі розглядають зв'язок між астральними символами з положенням небесних тіл під час смерті померлого.

### Школи
Їх вирізали kovač / klesar (ковалі, муляри, у значенні латинського faber, «майстер»), тоді як написи, ймовірно, як шаблон, були складені dijak / pisar (учнями, писарями). До цих пір відомі 33 особистих імен мулярів, серед яких найбільш помітним є Грубач завдяки якості і тому, що він був і муляром, і писарем. Він зробив чотири стечки в Болюні і чотири стечки в Оплічічі поблизу Столаця. Найбільш помітним писарем був Семорад, який також працював навколо Столаца. Вважається, що муляри вивчали ремесло в Далмації та Рагузі, а у них — інші у глибинці.
Стечки були переважно вирізані з величезних блоків, переважно з вапняку. Близькість кар'єру була найбільш значущою для розташування кладовища. Деякі з них важать більше 29 тонн, і вважають, що вони були перевезені конями або волами, а найважчі — з допомогою полозок та плоских колод. Вони розміщувалися безпосередньо над ямою, часто в напрямку захід-схід, тому так були поховані й померлі. Здається, що це було пов'язане з шляхом Сонця по небу і було важливим, щоб мертві спостерігали за сходом Сонця.
Стечки в Боснії і Герцеговині можна умовно розділити на дві школи каменярів: герцеговинська (саркофаги з аркадами, образні сцени, багатство мотивів) і східно-боснійські (саркофаги у вигляді шале, квіткові мотиви). Лідируючу позицію мали школи на території Герцеговини, з центром навколо Столаця, в районі Требинє і Білечі, Гацько і Невесинє. Четверта майстерня була в районі Коніца, а п'ята навколо Лиштиці. Центр каменярства у Західній Боснії знаходився між Купресом і Дувно, в Центральній Боснії навколо Травника, а в Східній Боснії — чотири майстерні, одна між Кладанем, Оловом і Ільяшем, друга біля Зворника, третя в Лудмері, і четверте біля Рогатиці.

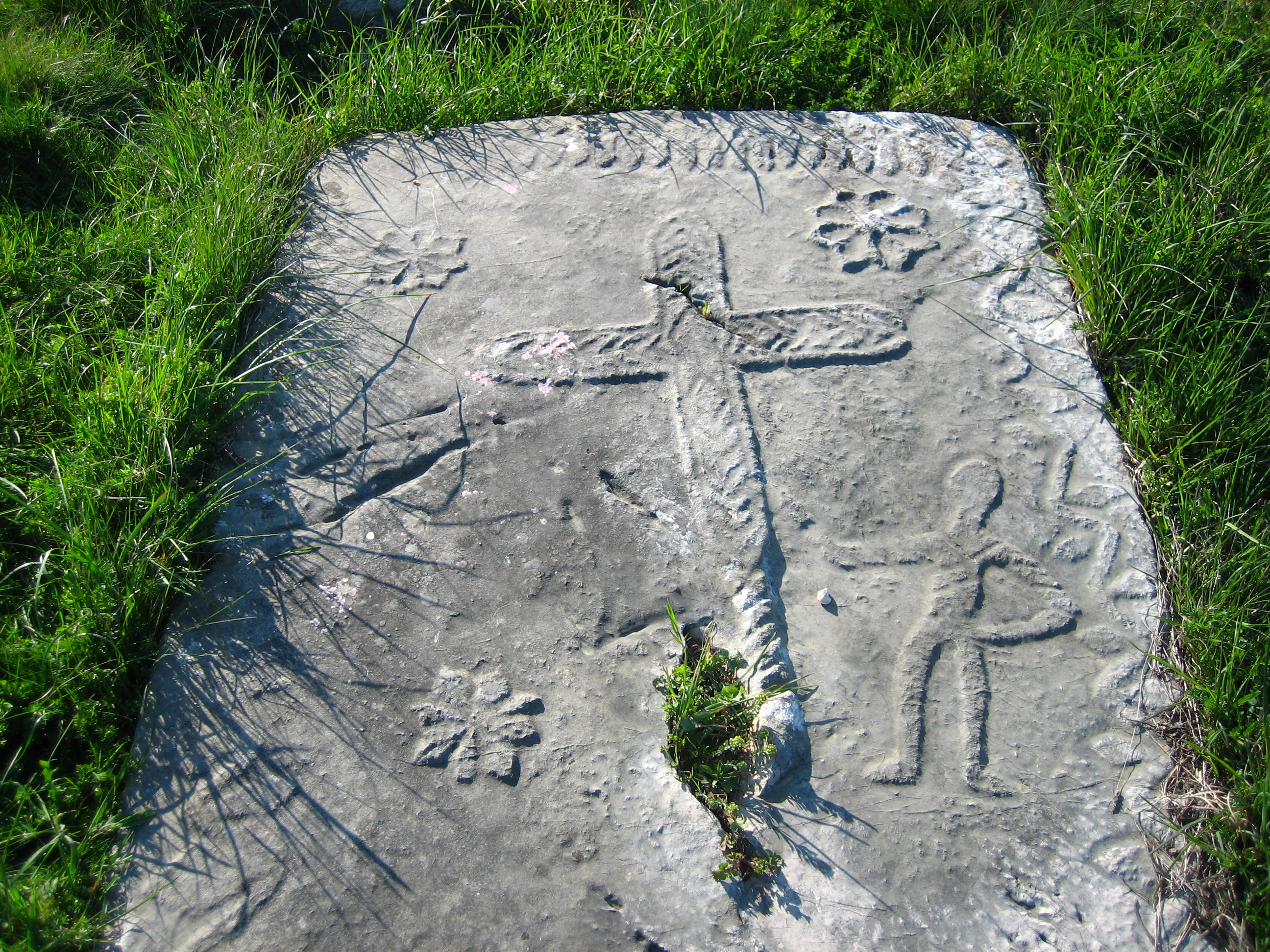
Плита стечки в Цисті-Великикій.

У Хорватії, мабуть, були дві майстерні, одна в Цисті-Великій, і друга в Чепикуче. Місцева характеристика стечек на території навколо річки Цетина — рідкісні деталізація, з яких лише 8-10 % мають просте декорування. Стечки з верхньої Цетини менше за розміром, а за типом і стилем вони відносяться до тих, що походять із Книна та Ливно. Ті, що походять з середньої течії Цетини є більш монументальними. Стечки з оригінальними плитами були знайдені в селі Бителич, які прикрашені ідентичним геометричним орнаментом, який не знаходили ні в Далмації, ні в Боснії і Герцеговині, проте за характером орнаменту і обробки поверхні вважається, що може відноситись до кількох пам'ятників біля церкви Святого Петра в Никшичі, Чорногорія.
У Чорногорії один центр міг існувати біля Никшича, другий — у Плєвлі. За словами Бешлагича, у Сербії, схоже, не було жодних специфічних центрів, а мулярі прибули з Боснії та Герцеговини.

## Походження
Існують різні і досі непереконливі теорії про їх культурно-мистецьку, релігійну та етнічну приналежність.  Згідно з загальною тезою, особливо представленою Бешлагичем, стечки є оригінальним боснійсько-герцеговинським культурно-мистецьким середньовічним феноменом. Деякі вчені як Мілован Гавацці (1978) вивчали набагато ширший контекст, і розглядали їх зв'язок з мегалітичною традицією регіону та Євразії з доісторичного та сучасного періоду. Деякі вчені вважали, що форма скрині могла бути натхнена романськими і готичними будинками з прибережних міст, в той час як форма гребеня середньовічними християнськими саркофагами або місцевими боснійськими дерев'яними будинками. Встановлено, що вони в основному пов'язані з гірськими місцями, які були покинуті на деякий час через міграції, що були спричинені новими соціальними подіями, і османською окупацією Боснії і Герцеговини.

### Релігія
З середини ХІХ ст., а саме після тезисів 1875 року Артура Еванса, учені, в тому числі Олександр Соловйов, Коста Хьорман і Чиро Тругелка сперечалися, що вони пов'язані з походженням боснійської церкви, тобто богомильства або іншої дуалістичної групи. Інші стверджували, що церква була фактично заснована францисканцями з католицької церкви. Проте, Бенак відзначив, що стечки не були побудовані в Першому Болгарському царстві, а стечки в Центральній Боснії, де були центри королівства Боснія та боснійської церкви, побудовані у меншій кількості, а також з бідним дизайном та й старші за віком. Ідея ексклюзивного зв'язку між стечками і богомилами поширилась з кінця XIX століття з політичних і ідеологічних причин, завдяки Бені фон Каллаї та австро-угорській владі, які сприяли пост-османській і пан-боснійській ідентичності, оскільки з 1878 р. територія була частиною австро-угорської адміністрації,, а не через наукове обґрунтування. Хоча вже в 1899 році Коста Хьорман (перший директор Національного музею Боснії і Герцеговини) поставив цю ідею під сумнів, протягом майже століття це була домінуюча теорія у міжнародній історіографії.
Із середини 20-го століття багато вчених, як Маріан Венцель, колись провідний авторитет у світі щодо мистецтва та артефактів середньовічної Боснії та Герцеговини, зробив висновок про те, що стечки є спільною традицією серед католиків, православних і послідовників боснійської церкви. Висновок Венцеля підтвердив твердження інших істориків, що вони відображають регіональний культурний феномен, а не приналежність до певної релігійної віри. Іноді написи/мотиви виявляють конфесійну приналежність некрополя/померлого до однієї з трьох церковних організацій в середньовічній Боснії і Захумле. Мультиконфесійність стечок є найбільш примітною рисою і вказує на високий ступінь християнізації середньовічного боснійського суспільства. Однак вважається, що немає достатньо підстав для сприйняття їх як виключно християнських.
Християн Готтбло Вільке шукав джерела символічних мотивів у старих середземноморських духовних і релігійних концепціях. У художньому вираженні Джуро Баслер бачив деякі паралелі з романським мистецтвом, а в символічних мотивах три складові: дохристиянську, християнську і маніхейську (тобто богомильску). Бешладжич стверджував, що ті, хто їх звів і прикрашав, не були повністю християнізовані, тому що вони практикували старі звичаї покладання приналежностей до мертвих, а також багато артефактів з металів, текстилю, кераміки та шкіри, монет, срібних сережок, срібла з позолоченого і твердого золота знайдені в могилах під стечками. Звичаї, як розміщення монети в рот (обол Харона), і розміщення питної посуду біля могил і голів, походять з античного часу. Могильні ями використовувалися в основному для одного поховання, але іноді були для двох і більше. На основі однієї надписи на стечках у Чорногорії, Бешладжич стверджував, що існував дохристиянський звичай перезахоронення, в якому кості милися і поверталися до ями.

### Етнічне походження
Етнічна ідентичність стечок ще не була повністю уточнена. До цих пір найбільш домінуючою, але все ще не повністю прийнятою, теорією є та, що пов'язує їх з автохтонними волохами Балкан. Противники цієї теорії вважають, що їх було дуже мало, що вони були нечестивими і ізольованими, сперечаються, що волохи не будували їх від часу падіння Західної Римської імперії, або що міфологічні символи пов'язані з язичницькими віруваннями давніх слов'ян, а не волохів.
Бешладжич та інші пов'язували їх з формуванням боснійського царства і особливо богомилів, однак недолік цієї теорії полягає в тому, що існування боснійського царства, мабуть, було занадто коротким для зміни народних традицій, боснійська церква існувала пізніше і припинила існування раніше, ніж стечки, область впливу боснійської церкви не може пояснити їх на прибережних і сербських землях, інші богомили не будували їх, багато некрополів розташовані навколо сучасних руїн церков, а деякі стечки вдруге були вбудовані в церкви і мечеті, і що богомили не поважали символу християнського хреста, але на стечках це дуже поширене.
Деякі інші вчені запропонували непереконливі і відкинуті теорії; Іво Пілар (1918) ідеологічно аргументував хорватське походження середньовічної Боснії, пізніше Домінік Мандич вважав їх частиною ритуалу поховання язичницьких хорватів з Червоної Хорватії, Анте Шкобаль аналогічно доводив хорватську теорію, Васо Глушак ідеологічно аргументував сербсько-православне походження як боснійської церкви, так і стечок, в той час як Владислав Скарич вважав, що вони представляли старослов'янський «вічний будинок», і що вони спочатку будувалися з дерева. Володимир Чорович зазначив, що «Стародавні слов'яни не використовували моноліти або більші кам'яні блоки, щоб робити свої будівлі, не кажучи вже про могили, написи на них та прикраси».

#### Волохи

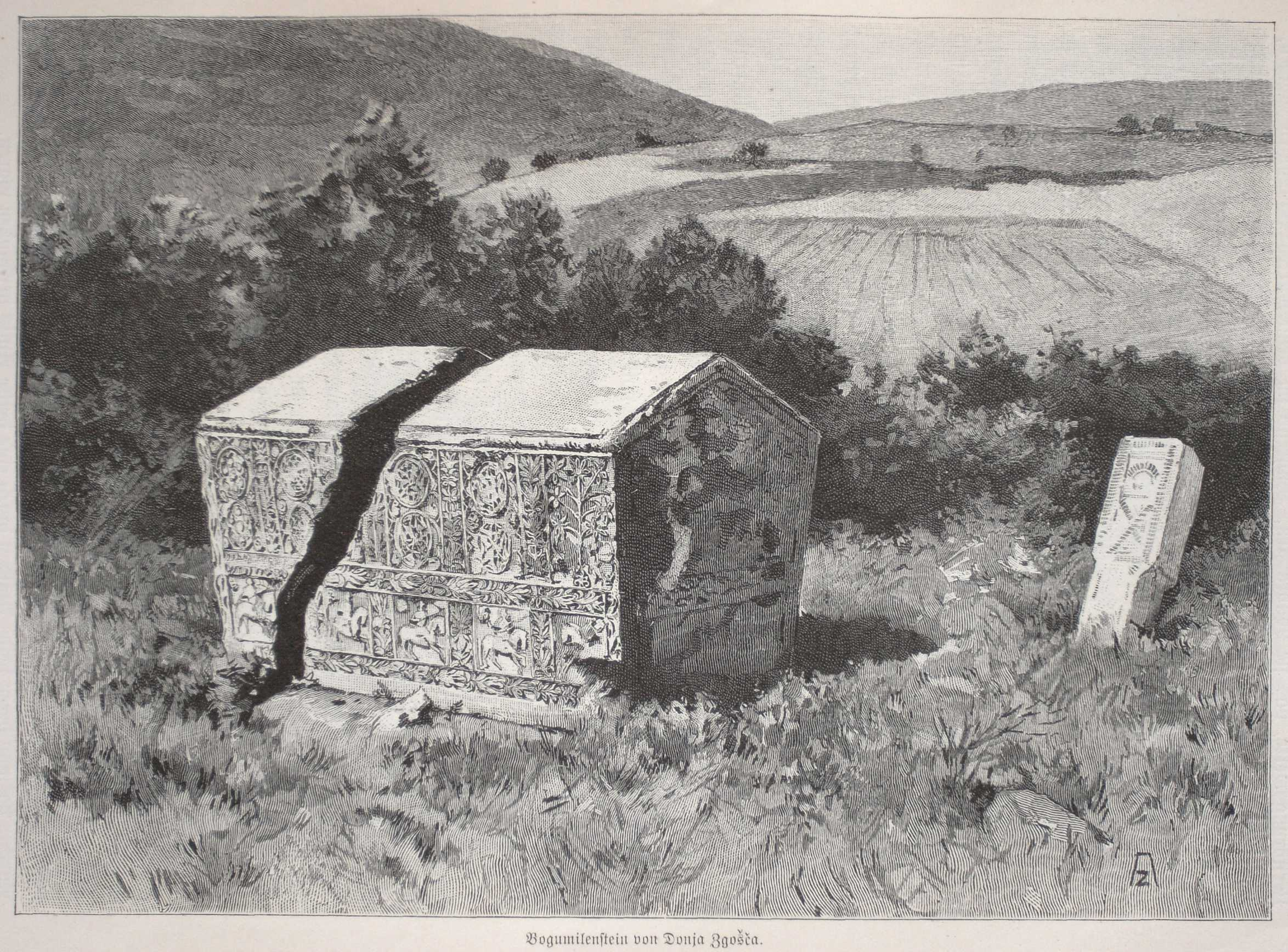
Розбита стечка, зображена Гуго Шарлемоном, 1901.

Теорію автохтонних волохів запропонували Богуміл Грабак (1956) і Маріан Венцель (1962), а нещодавно підтримали археологічні та антропологічні дослідження залишків скелетів з могил під стечками. Однак теорія набагато старше і була вперше запропонована Артуром Евансом у своїй роботі «Дослідження старовини в Іллірікумі» (1883). При проведенні досліджень з Феліксом фон Лушаном на стечкових могилах навколо Конавле з'ясувалося, що велика кількість черепів не було слов'янського походження, а схожі на древніх іллірійців і арбанасів (албанців). Це також підтверджується записами в Дубровнику, які зафіксували, що ті ділянки населялися волохами до 15 століття.
Грабак був першим вченим, що з'єднав історичні документи та їхнє відношення до осіб, згаданих на рідких написах на стечках. У 1953 році він дійшов висновку, що коваль-каменяр Грубач фз Болгунського некрополя біля Столаця не пізніше 1477 року збудував стечку Богавака Тараха Бол(ь)юновича, і що більшість пам'ятників герцеговинських волохів, а не тільки герцеговинських і не тільки волохів, можуть датуватись другою половиною XV століття. Венцель в одному зі своїх досліджень розглянула шістнадцять стечок з аналогічними датами та історично відомими особами. Вона відзначила можливість того, що спочатку кам'яні пам'ятники могли бути введені феодальною знаттю в середині XIV століття, традицію яку підхопили волоські племена, які ввели фігуральне оздоблення. Припинення виробництва стечок Венцель пов'язувала з османським вторгненням і новими соціальними обставинами, з переходом волохів і ближніх слов'ян до ісламу в результаті втрати родової організації і характеристик специфічної етнічної ідентичності. 
Сима Чиркович (1964) і Марко Вего (1973) стверджували, що поява стечок серед волохів збігається з їх соціально-економічним піднесенням, що підтверджується в регіоні Захумле, де розташований найбільше добре відомий некрополь Радимля, пов'язаний із волоським сімейством Мілорадовичей-Степановичей з роду Грабренів. Фінансові можливості таких дорогих способів поховання серед волохів підтверджуються історичними документами, на прикладі волоха з Цетини, Остоя Боговича, який у 1377 році сплатив 40 лір на поховання волоха Прибоя Папалича. У той час поховання в Спліті коштувало 4-8 лір, тоді як за суму 40 лір можна було купити сімейну могилу в церкві францисканського ордена в Шибеникі. 
Бенак прийшов до висновку, що розподіл стечок на землях на правому березі річки Цетина, в районах Далматинської Загори, та їх відсутність на лівому березі річки (з кладовищами поруч із церквами раннього середньовіччя), вказують, що ці надгробки в цих частинах належали волоським громадам. Трикутник між Шибеником, Трогіром і Книном, також як околиці Врліки і Триля, які були головними центрами волохів, мають найбільшу кількість стечок у Далмації. Бенак відзначив що найбільша їх концентрація в Південній Герцеговині (територія Требинє, Білеча, Любіня і Столаця), де була висока концентрація волоського населення. Деякі написи на стечках (антропоніми) явно пов'язані їх з деякими волоськими вождями; Тарах Болюнович з Больюна-Столаця, Вукосав Влачевич з Влаховичей-Любіня, Грабрени та Мілорадовичи у Радимлі-Столаці,, а також інші відмінні члени від волоських груп, як Бобани, Плішчичи, Предоєвичи, Дробнячи і таким вождям належать найкращі пам'ятники.
Наявність стечок у повіті Цетина пов'язана з зусиллями дворянської родини Нелипич повернути економічну і політичну владу, у якої був конфіскований Книн у 1345 році королем Людовиком Угорським в обмін на Синь та повіт Цетина. Вони процвітали за підтримки волохів, які за службу були нагороджені пільгами і загальним волоським правом. Після багатьох конфліктів і смерті останнього знатного Нелипича (Івана Франкопана), волохи підтримували Стефана Вукчича Косача. Стечки з гребенем «далматинського типу» можна знайти тільки в районах Далмації і південно-західній Боснії, землями, якими керувала рід Косачів. У його інтересах було врегулювати войовничих і добре організованих волохів у найбільш ризикованій частині свого царства, щоб захистити від сил Таловаків в Цетині і венеціанських силах у Полицькій Республіці і на узбережжі. Таким чином, далматинський тип зустрічається лише на заході і півдні від столиці Косачів Імотський, а пізніше і на півночі після падіння Боснії.
Антропологічні дослідження 1982 р. на скелетах зі 108 стечкових могил (XIII—XIV ст.) з Рашка-Гори біля Мостара, а також деяких із Грборезі біля Ливно, показали однорідність серій із чистим динарським антропологічним типом, без інших домішок, що вказують на неслов'янське походження, але автохтонне волоське населення. Дослідження 11 скелетів із некрополя в Павловаці біля Пале-Прача, часто приписуваний дворянській родині Павловичів, також представлений чистим динарським типом, що свідчить про волоське походження, хоча історичні джерела не називають Павловичів волохами. Антропологічне дослідження 1991 року на 40 скелетах із 28 поховань (1440—1450) під стечками на плато Полянице біля села Бисько показало, що переважна більшість населення належить до автохтонного динарського типу. 21 скелет належав до дитячого поховання, в той час як із 19 дорослих поховань 13 належали чоловікам. Кар'єр для стечок був знайдений у північно-західній частині плато, з одним гребенем, як напівзакінчена робота без орнаменту.
Археологічно деякі середньовічні поховання з Цетинського повіту мають місцеву специфіку, відповідно до якої Цетинський повіт відрізняється від інших частин Далмації. У повіті поховання не проводилися без додаткової кам'яної архітектури. Деякі вчені пов'язували це явище з конкретною етнічною ідентичністю, однак завдяки поки що новаторським дослідженням на даний момент вважається лише регіональним і вузьким місцевим явищем.

## Спадщина
Однією з їх загадок є те, що вони не згадувалися в місцевих і зарубіжних середньовічних документах. Францисканські хроніки, в яких записано багато незвичайних речей, як турецьке кладовище, не згадували про них. Народна традиція зберегла міфічне сприйняття, повне забобонів і фантазійних казок. Це означає, що відбувся розрив історичної пам'яті серед усіх трьох етнічних груп, викликаних етнічними міграціями та релігійними перетвореннями під час османської окупації. Вважається, що перший тревелог, що згадує про стечки вівся Бенедиктом Куріпешичем з 1530 р. Евлія Челебі в 1626 році описує їх як надгробні монументи невідомим героям. Найдавнішим місцевим автором, який згадував про них, є Андрій Качич-Міошич у середині XVIII ст. Альберто Фортіс у своїй роботі «Подорожі в Далмацію» (1774) описав їх у дусі романтизму того часу та приписав надгробні пам'ятники в Цетині як могили воїнів-гігантів. Вони також привернули увагу Александра Антонія Сапеги, Амі Буе, Отто Блау, Джона Гарднера Уілкінсона і Генріха Стернека.
З другої половини ХІХ століття стечки розглядаються як символ Боснії і Герцеговини та є об'єктами південнослов'янських ідеологічних етнонаціональних міфів і власності, , а також різних думок щодо їх археологічної, художньої та історичної інтерпретації. Розпад Югославії і Боснійська війна (1992—1995) викликали відродження боснійського, хорватського та сербського націоналізму, в якому всі три етнічні групи намагалися привласнити їх як частину власної культури. Парадоксально, але жодна з цих груп в Боснії та Герцеговині, (босняки, боснійські серби та боснійські хорвати) які пам'ятали їх в колективній свідомості, але залишили їх погіршуватися в природних умовах або через людську безтурботність і руйнування, які принаймні наполовину зменшили їх кількість. Тільки це означає, що таке привласнення засноване на ідеологічній конструкції. Згідно з Маріан Венцелем, одна з трьох проникливих етнонаціональних ідеологічних конструкцій, зокрема теза про богомильське походження стечок, датується ще останнім десятиліттям XIX століття, коли вона була висунута бюрократією Австро-Угорщини в Боснії і Герцеговині, зокрема членом угорського парламенту Яносом фон Асботом, у кореляції з аналогічними тезами про походження мусульманських жителів Боснії і Герцеговини як нащадків богомилів.
Таке викривлення історії пізніше приверне критику вчених, як Венцель, яка заявила, що через цей конкретний приклад австро-угорська влада практично піднесла стечки «як подарунок мусульманам, підкреслюючи їх спадкові права на землю і припускаючи, що пізніші християни, порівняно, були „новоприбулими“», Під час війни 1990-х рр. ця теорія знову отримає своє відродження в ЗМІ і публічний дискурс, що шукає історико-політичну легітимність, в якій ісламізація місцевого боснійського населення була викликана не тільки османською окупацією, але й укоріненою релігійною ідіосинкразією, що була уособлена в богомильстві, тим самим підтверджуючи етноконфесійну різницю між богомильським населенням і населенням католицької та православна конфесій. Однак вона не мала істотного впливу на наукове мислення чи наукову діяльність і порівняльні дослідження в Боснії і Герцеговині, а також в інших країнах.
Перше в Європі публічне представлення надгробків приписується російським іммігрантам і югославському дипломату польського походження Олександру Соловйову (1890—1971). Він, очевидно, писав про це у супровідному проспекті Паризької виставки «Середньовічне мистецтво народу Югославії» (1950). Перша регіональна публічна презентація відбулася у 2008 році у Загребі та була представлена як приклад для діалогу між чотирма націями.  Вони мали вплив на різні форми мистецтва та надихали скульпторів, художників, поетів, кінематографістів, письменників та фотографів.

## Видомі стечки

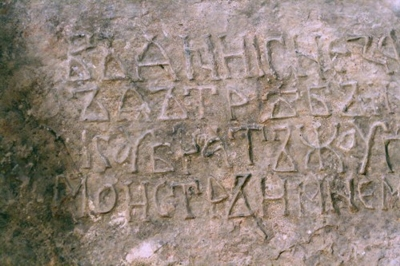
250px Напис на стечці Грдеша XII-го століття вважається найстарішим знайденим.

Стечки зазвичай зосереджені в групах: на кладовищах окремих сімей з невеликою кількістю екземплярів, на кладовищах цілих сімей із приблизно 30 до 50 екземплярами, у великих некрополях сільських общин, іноді з декількома сотнями екземплярів. Зразками сімейного некрополя є родини Санковичів в селі Біскуп біля Коніца, Милорадовичів-Стяпановичів (Храбрені) в Радимля біля Столацу, Павловичів біля Сараєво, та невідомої сім'ї в Дон'я Згошті поблизу Какані.  Сьогодні багато стечок також представлені в саду Національного музею Боснії і Герцеговини в Сараєво. Середньовічний некрополь Мрамор'є в Сербії є частиною пам'яток культури надзвичайного значення і містить велику кількість стечкових гробниць. Деякі інші помітні або вивчені окремі стечкки:
- Прийнято вважати, що найдавнішою відомою стечкою є стечка Грдеша, жупана XII-го століття Требинє.[121][122]
- Прийнято вважати, що найдавнішим відомим стечковим написом є на стечці Марії, дружині священика Дабіжіва, з написаним номером і яка припускається була зроблена в 1231 році, з Відоштака біля Столаця.[121]
- Могила Влатко Вуковича Косача відзначена біля села Болюні біля Столаця, що датується кінцем 14 століття. Напис на могилі написаний на босанчиці ікавицею[123].
- Дві гребеневі стечки, які належали Єрко Кустражицю та його дружині Владні з середини XV століття, у Циста-Прово біля міста Імотський.[124]
- Гребенева стечка Влкоя Богданича (сина Радміла), який загинув у битві в середині XV століття, зроблена муляром Юріною, в Ловречі, Хорватія.[124]

## Галерея

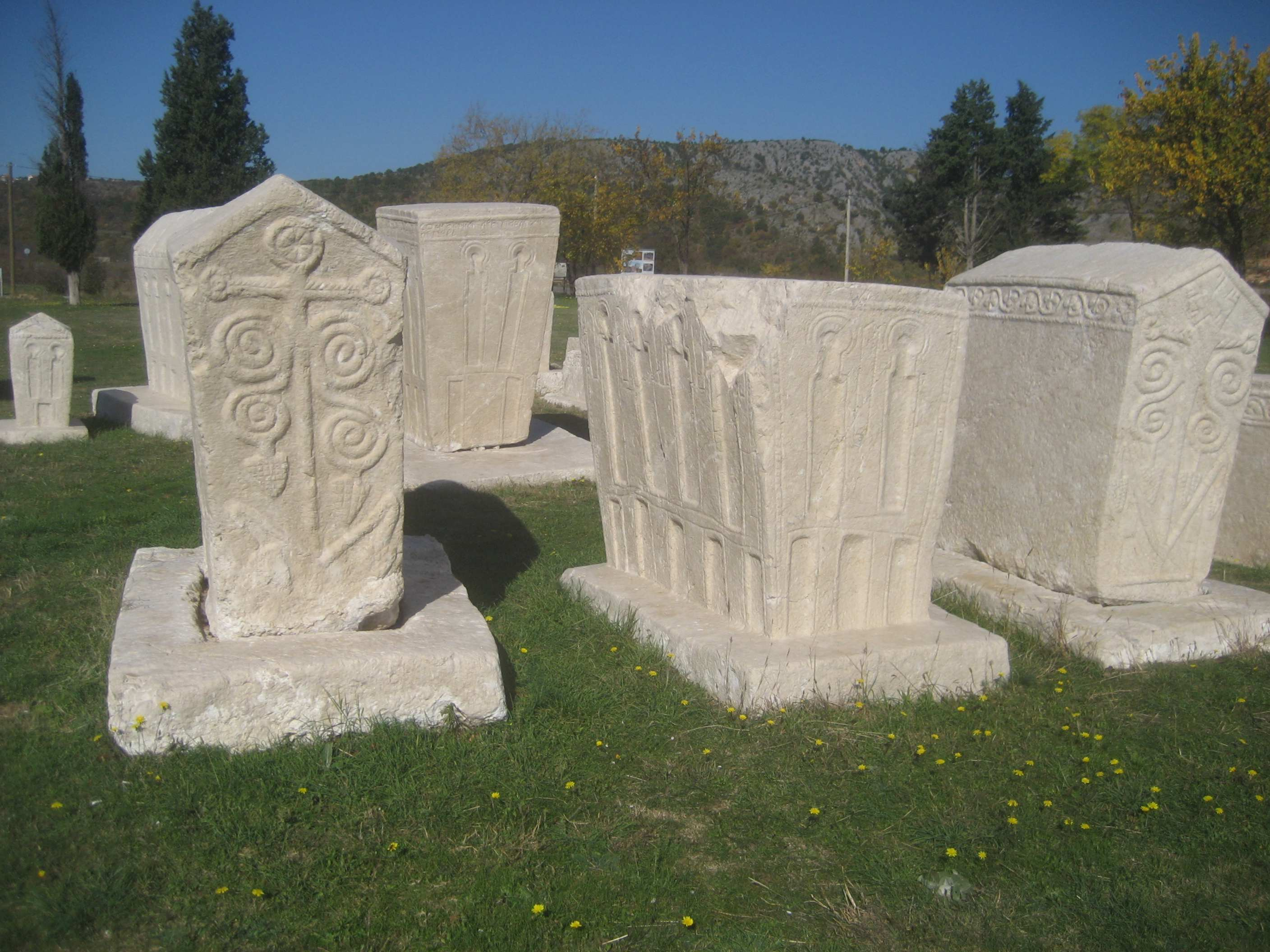
Некрополь Радимля, Боснія і Герцеговина
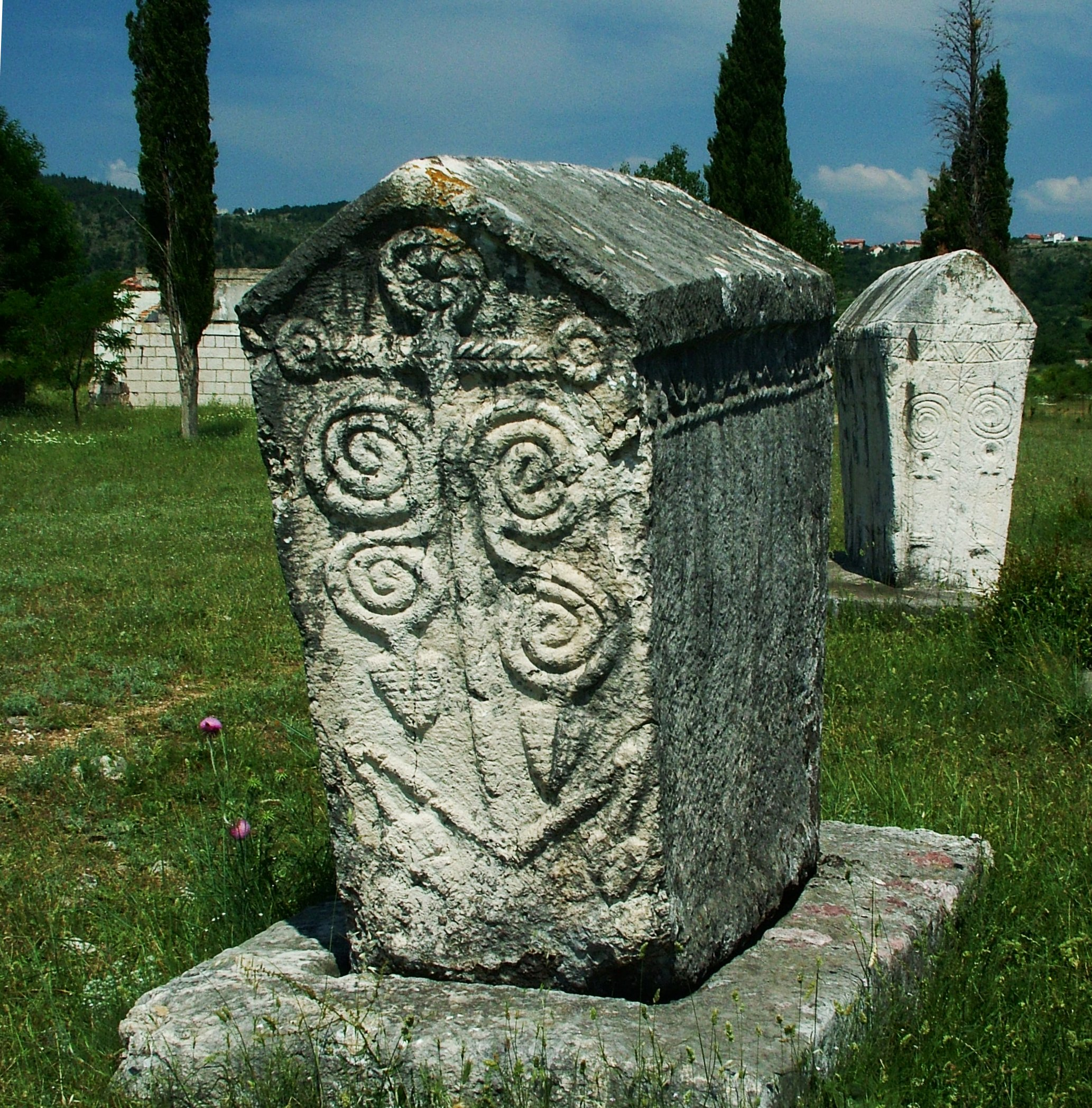
Некрополь Радимля, Боснія і Герцеговина
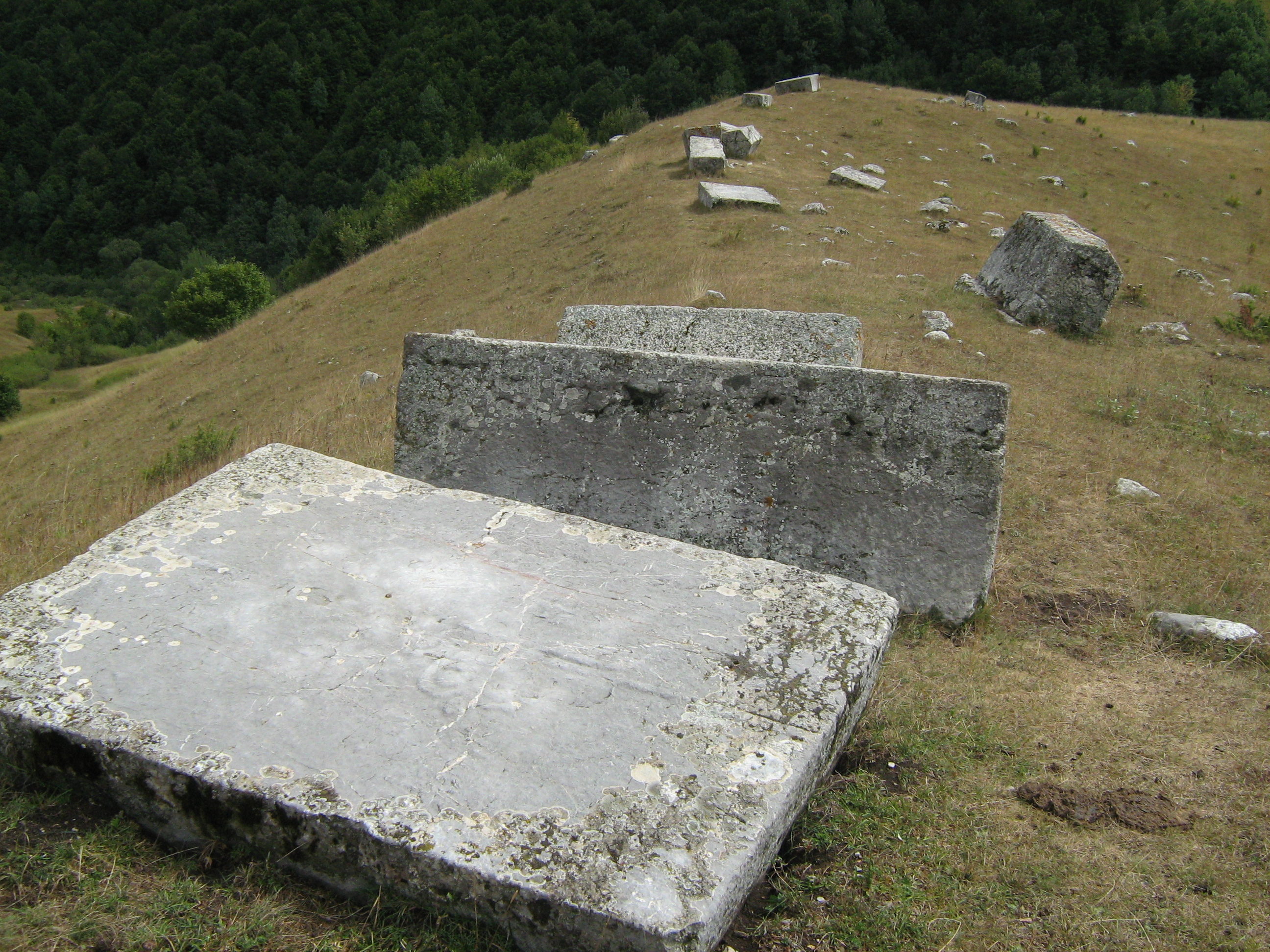
Умоляни, Боснія і Герцеговина
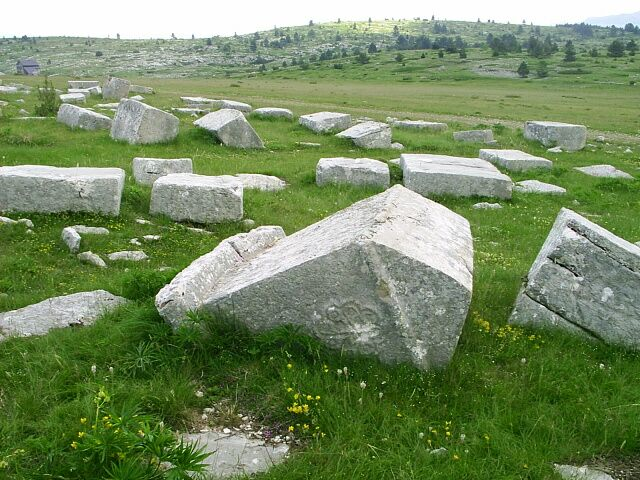
Дугополє, Боснія і Герцеговина
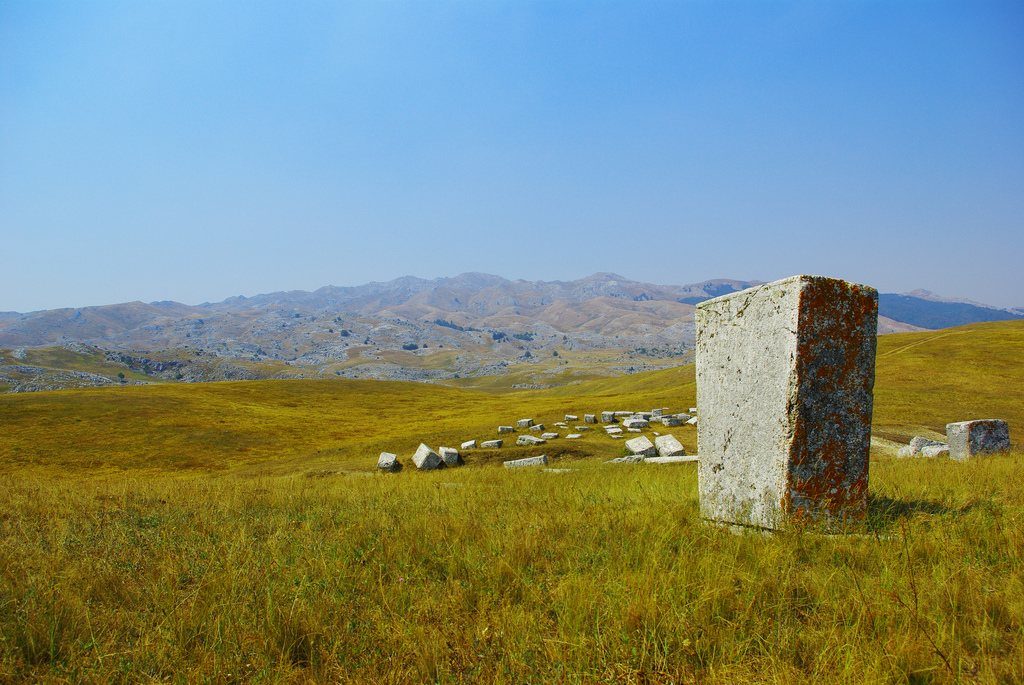
Моріне, Боснія і Герцеговина
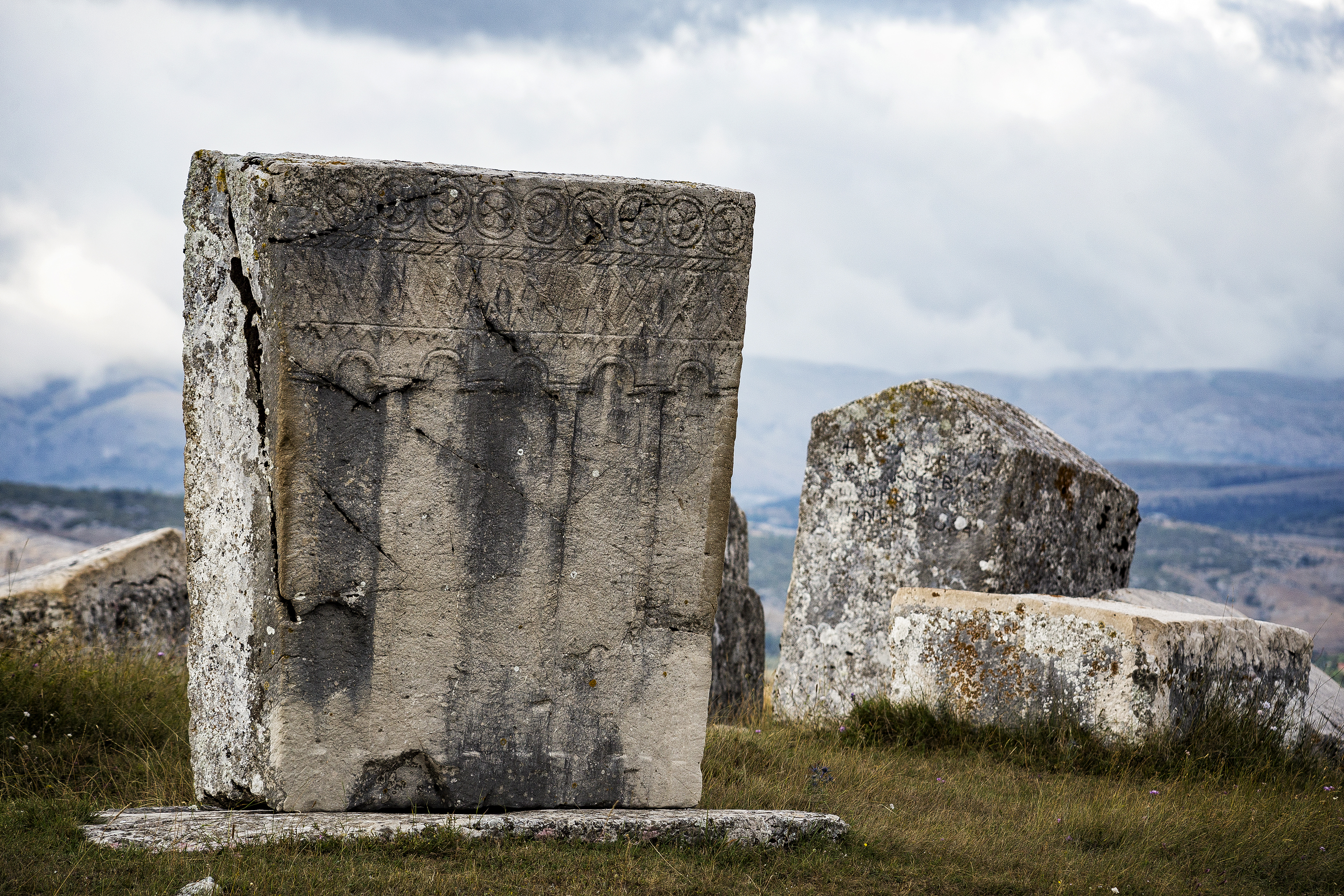
Велике Гребенице, Боснія і Герцеговина
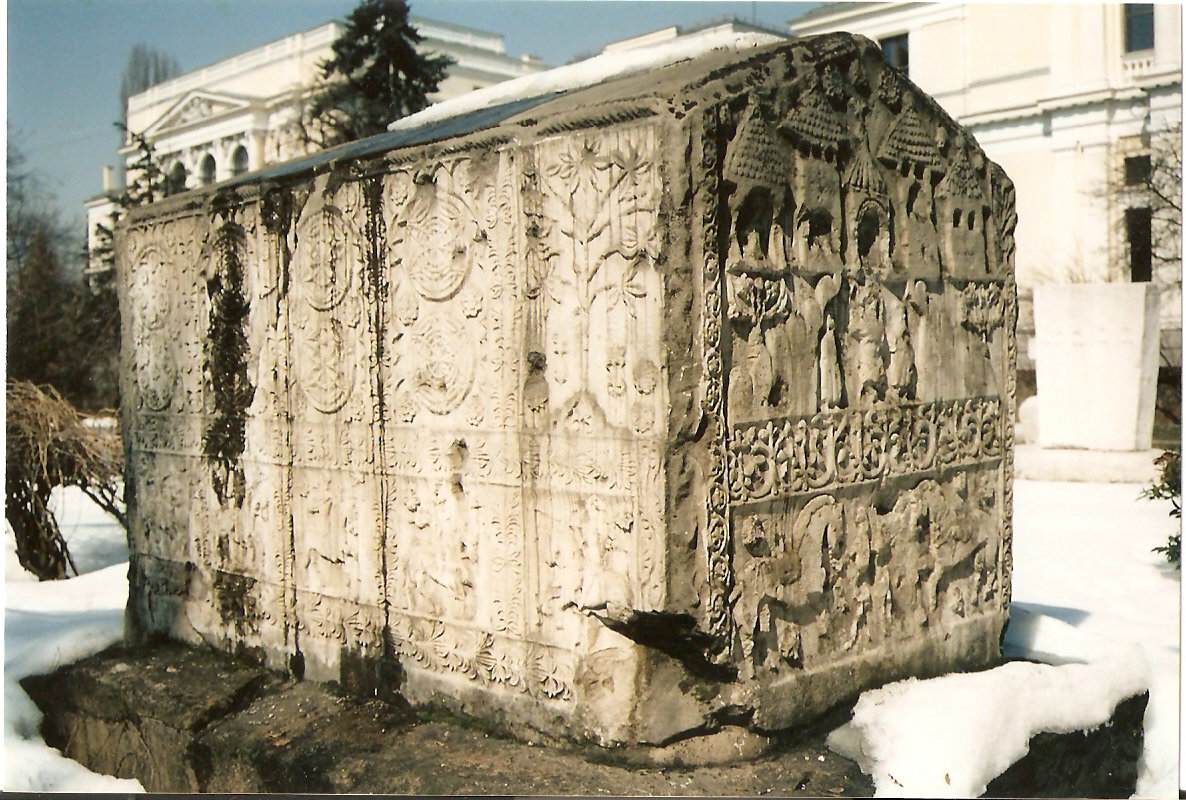
Сараєво, Боснія і Герцеговина
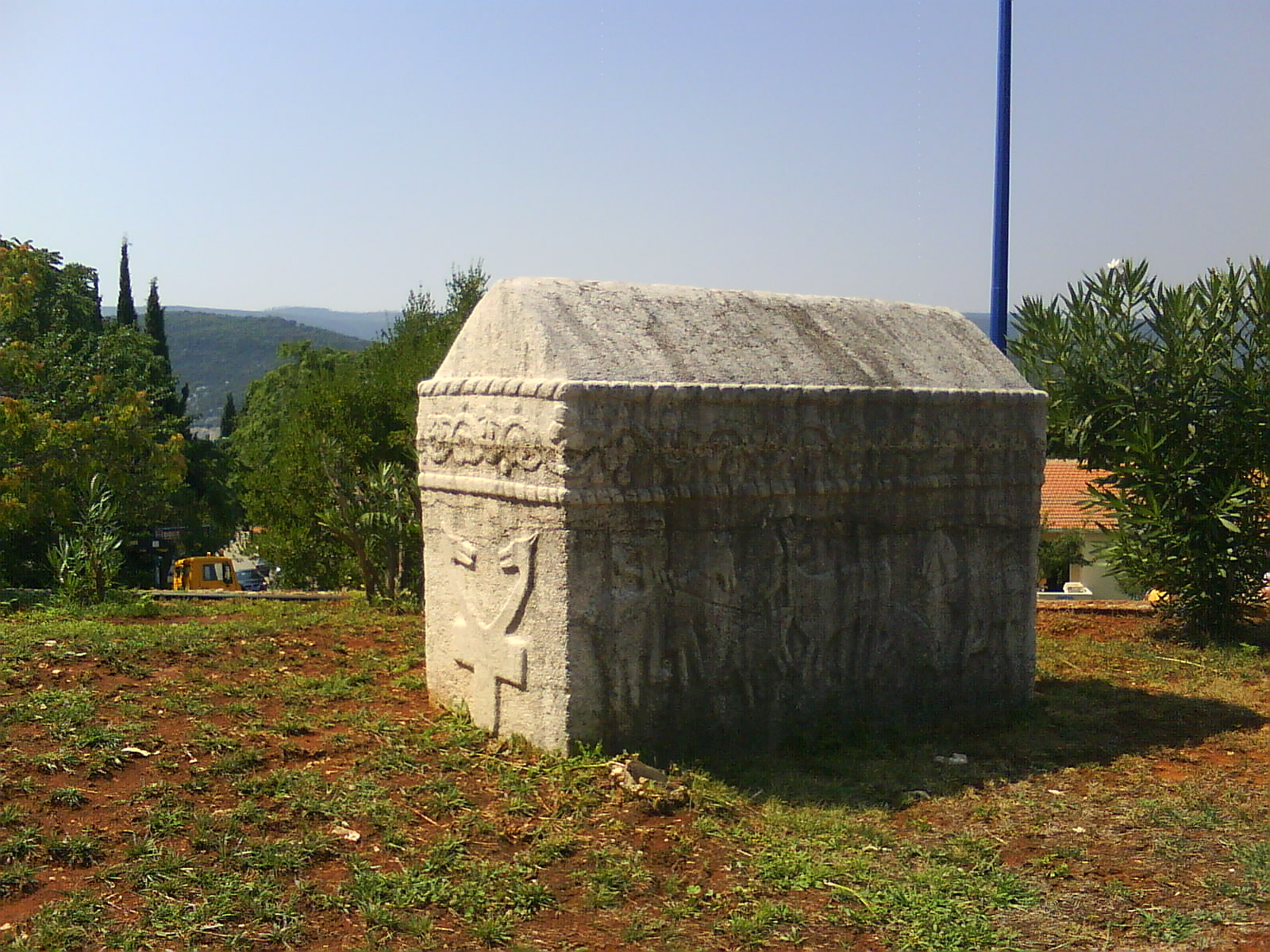
Неум, Боснія і Герцеговина
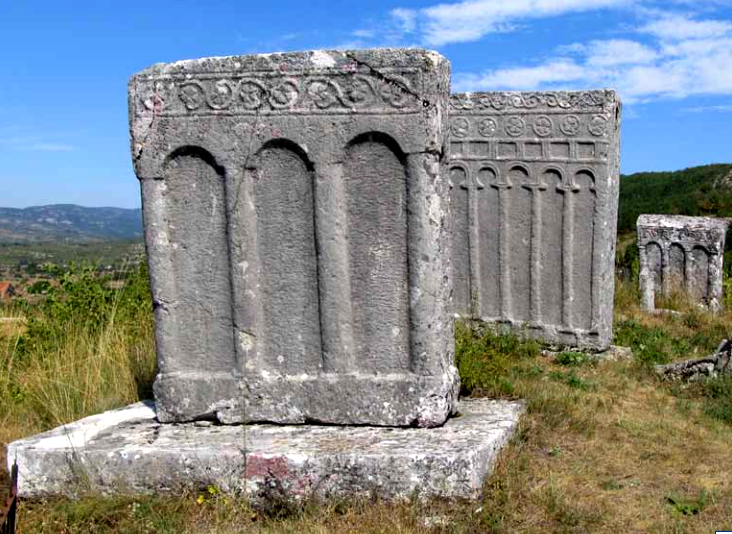
Велімлє, Чорногорія
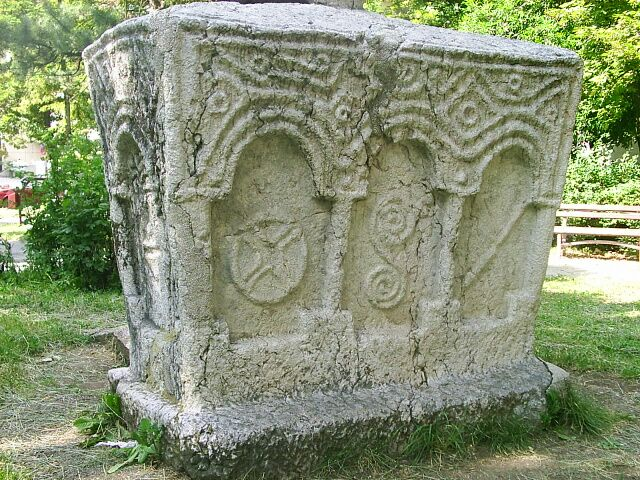
Центинє, Чорногорія
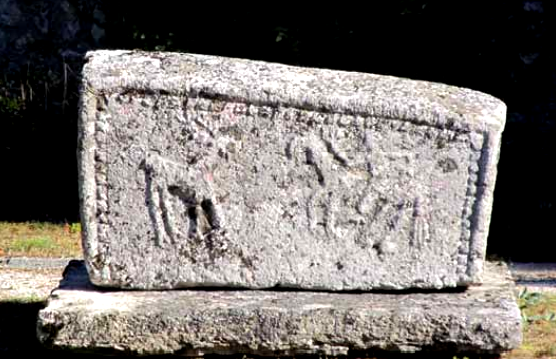
Клепак, Чорногорія
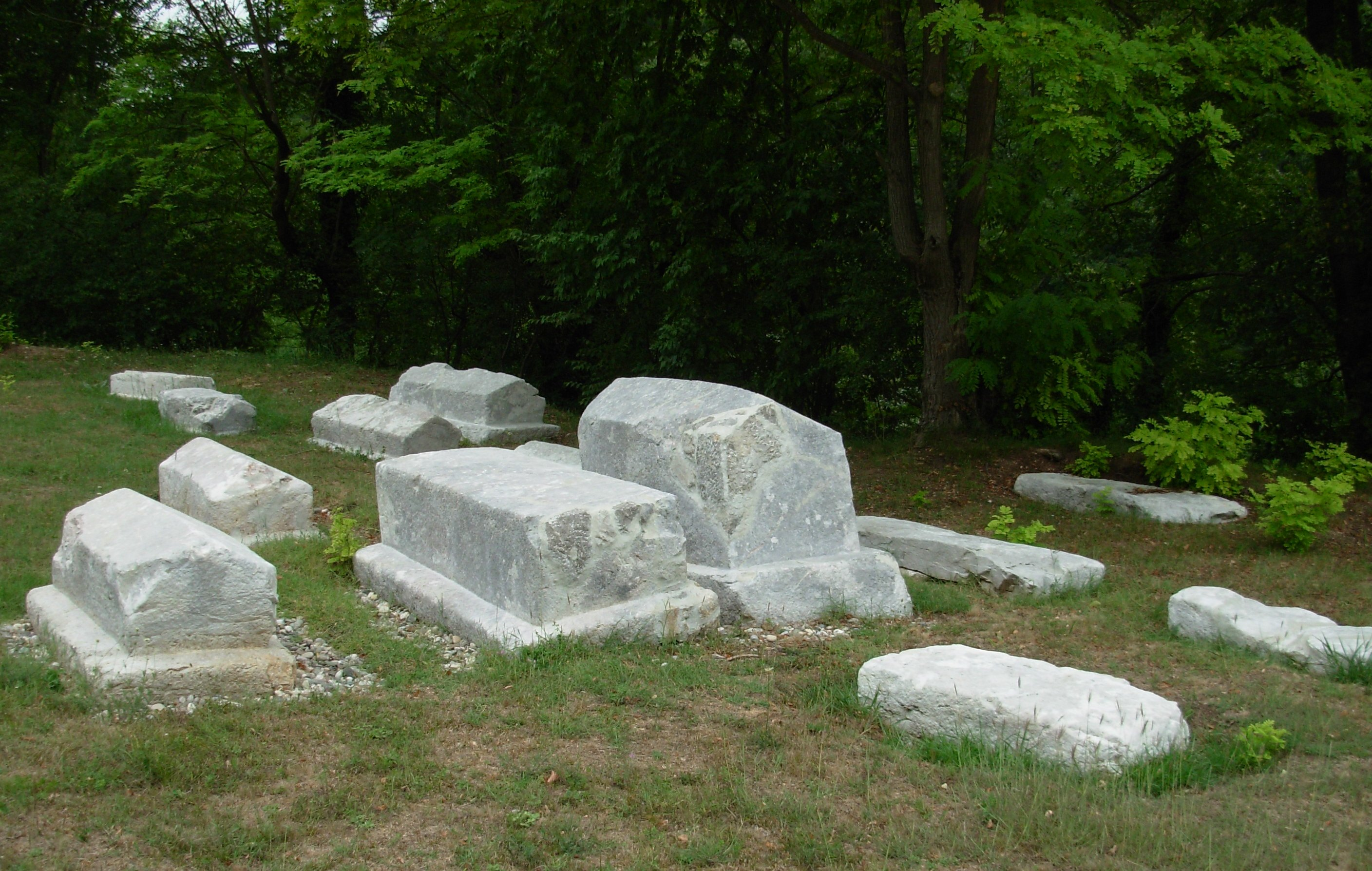
Мрамор'є, Сербія
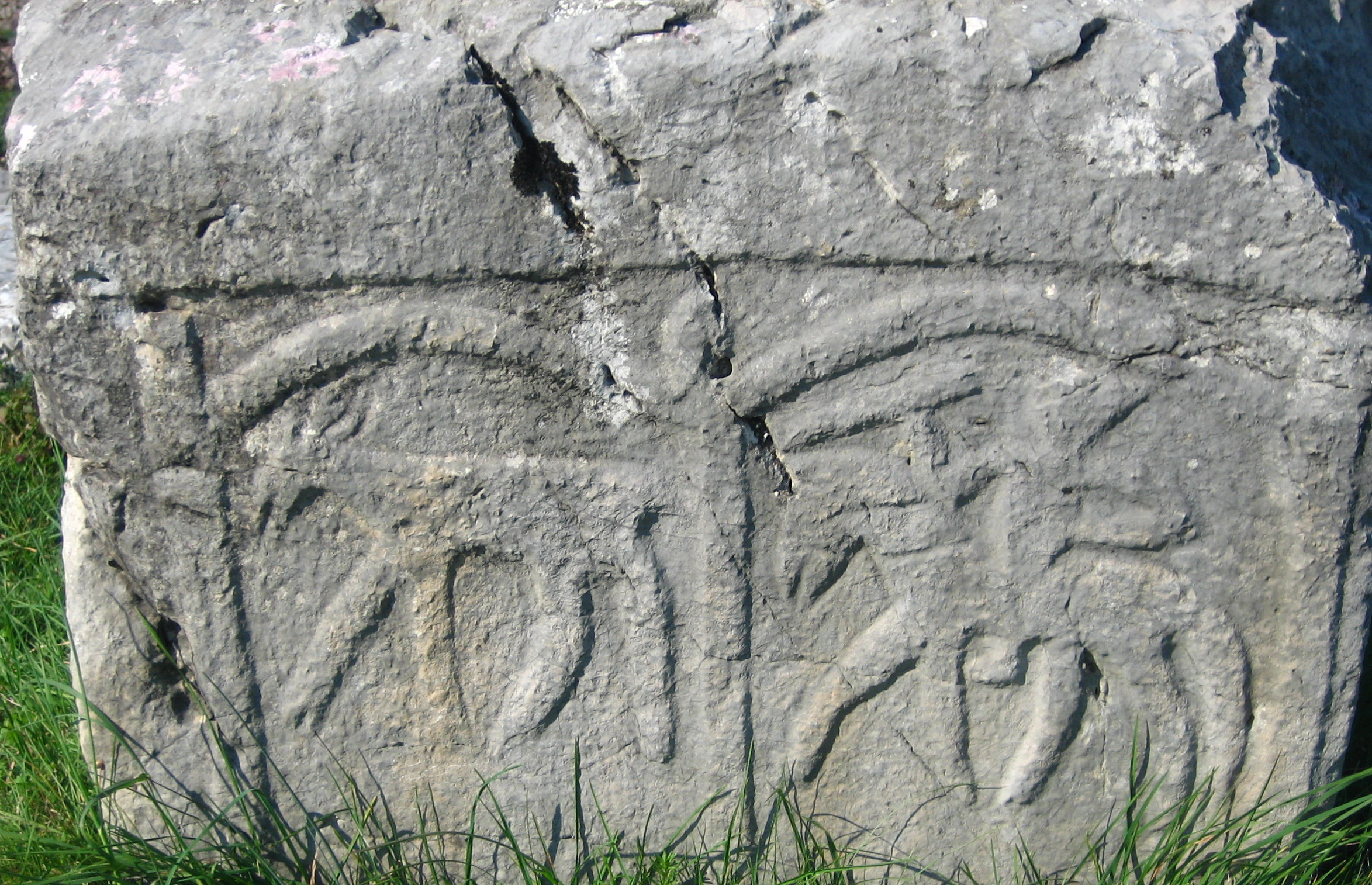
Далмація, Хорватія
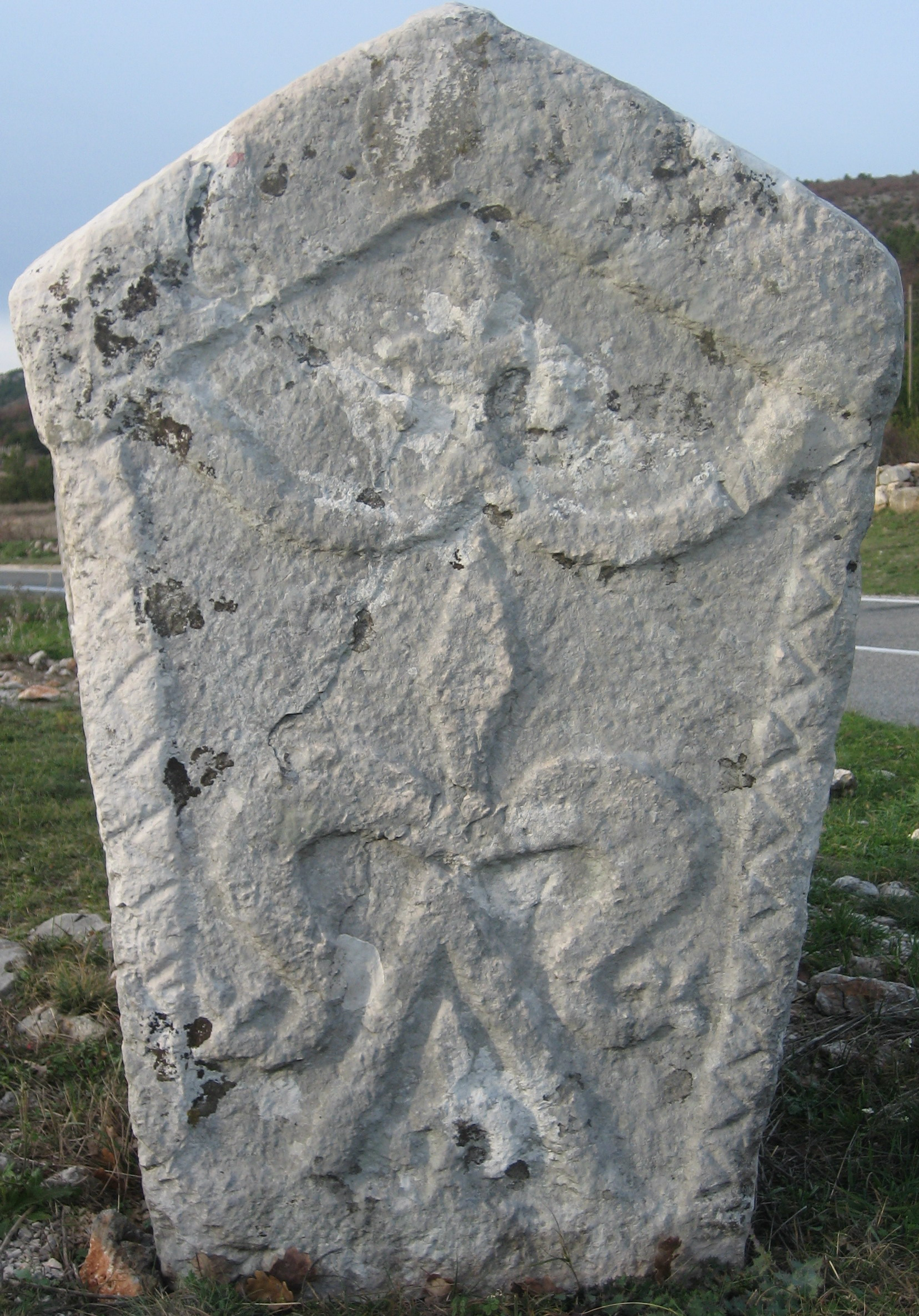
Далмація, Хорватія

## Нотатки
1. ↑  Турецьке слово «meşhed» означає пам'ятник, встановлений мусульманським мертвим мученикам shehid. Проблема з виведенням полягає в тому, що stecci приписуються мусульманам та невірним християнам і богомилам. Термін mašet також може походити з турецького maşatlik, що означає «немусульманське кладовище», термін mašet чоловічого, тоді як mašeta має жіночого роду, що є специфічним для мусульман.[10]
2. ↑  Дивиться також Весняна хода королеви у Горянах в Хорватії з мечами та квітами, схожий на танці волохів на схід від Белграда на День Святої Трійці[46] Етимологічне і культурне відношення jelen (оленя), Ljelja і Ljeljo, які є дітьми Перуна, а також квітки ljiljan (лілія), яка також називається perunika все ще потребують підтвердження.[56] Іво Пілар відзначив, що використання назви Ljeljen для пагорбів у топонімії Герцеговини та Східної Боснії є поширеним.[57]